# Guvernul Manolache Costache Epureanu (București)
Guvernul Manolache Costache Epureanu (București) a fost un consiliu de miniștri care a guvernat Principatul Munteniei în perioada 13 iulie 1860 - 14 aprilie 1861.
Guvernul Epureanu a demisionat la data de 14 aprilie 1861; până la formarea noului guvern, la 30 aprilie 1861, interimatele Ministerelor au fost deținute de directorii de departamente.

## Componența
- Președintele Consiliului de Miniștri

Manolache Costache Epureanu (13 iulie 1860 - 14 aprilie 1861)
- Ministrul de interne

Gheorghe Costaforu (13 iulie 1860 - 14 aprilie 1861)
- Ministrul de externe

Ioan I. Filipescu (13 iulie 1860 - 14 aprilie 1861)
- Ministrul finanțelor

Manolache Costache Epureanu (13 iulie 1860 - 14 aprilie 1861)
- Ministrul justiției

Vasile Boerescu (13 iulie 1860 - 11 aprilie 1861)
ad-int. Nicolae Bițcoveanu (11 - 14 aprilie 1861)
- Ministrul cultelor

ad-int. Vasile Boerescu (13 iulie - 17 octombrie 1860)
Dimitrie Ghica (17 octombrie 1860 - 23 noiembrie 1861)
Barbu Vlădoianu (23 noiembrie 1860 - 14 aprilie 1861)
- Ministrul de război

Colonel Gheorghe Adrian (13 iulie - 30 august 1860)
General Ioan Em. Florescu (30 august 1860 - 14 aprilie 1861)
- Ministrul controlului (Ministerul avea atribuțiile Curții de Conturi)

Barbu Vlădoianu (13 iulie - 23 noiembrie 1860)
ad-int. Manolache Costache Epureanu (23 noiembrie  - 31 decembrie 1860)
ad-int. Ioan I. Filipescu (31 decembrie 1860 - 14 aprilie 1861)

## Sursa
- Stelian Neagoe - "Istoria guvernelor României de la începuturi - 1859 până în zilele noastre - 1995" (Ed. Machiavelli, București, 1995)

| Precedat(ă) de: Guvernul Nicolae Golescu (București) | Guvernul Manolache Costache Epureanu (București) 13 iulie 1860 - 14 aprilie 1861 | Succedat(ă) de: Guvernul Barbu Catargiu (București) |